# Vehbi Dibra
Vehbi Dibra (12 marzo 1867 – 24 marzo 1937) è stato un teologo e politico albanese.
È stato sia il primo presidente del neocostituito Senato Albanese sia il primo Gran Mufti della comunità sunnita albanese, dal 1920 al 1929, oltre che delegato per la regione di Dibër durante la stesura della Dichiarazione d'indipendenza dell'Albania. Viene anche ricordato per essere stato il principale organizzatore del Congresso di Dibra.

## Biografia
Nato con il nome di Vehbi Agolli il 12 marzo 1867, nella regione di Dibër, dopo aver studiato teologia, filosofia e giurisprudenza islamica venne nominato Muftī di Dibër; stessa carica che suo padre, Ahmet Efendi Agolli, ricoprì prima di lui. Nel 1909 venne eletto presidente del Congresso di Dibër, un'assemblea che fungerà da precursore per quella della rivolta albanese del 1910. Nel novembre del 1912 partecipò come delegato di Dibër all'assemblea di Vlorë, nella quale venne dichiarata l'indipendenza dell'Albania e formato un nuovo congresso nazionale. I deputati del congresso nazionale elessero anche diciotto delegati dell'assemblea per formare il senato albanese, del quale Vehbi Dibra fu il primo presidente.
Per influenzare favorevolmente la comunità sunnita nei confronti dell'indipendenza, emise una fatwā in cui definiva l'avvento della stessa come un "dono di Dio". Membro della fazione riformista della comunità sunnita, nel 1920 venne nominato Gran Mufti. Durante il suo mandato, che durò fino al 1929, le proprietà waqf vennero documentate e registrate, l'amministrazione venne centralizzata e servizi religiosi raggiunsero la normalizzazione. Dibra iniziò anche la pubblicazione del settimanale Zani i Naltë e introdusse l'uso della lingua albanese nelle cerimonie religiose.